# Coregonus artedi
Coregonus artedi је зракоперка из реда Salmoniformes и фамилије Salmonidae.

## Угроженост
Ова врста је наведена као последња брига, јер има широко распрострањење и честа је врста.

## Распрострањење
Врста има станиште у Канади и Сједињеним Америчким Државама.

## Станиште
Станишта врсте су језера и језерски екосистеми, речни екосистеми и слатководна подручја. 
Врста Coregonus artedi је присутна на подручју Великих језера у Северној Америци.